# Craig Ricci Shaynak
Craig Ricci Shaynak (Northport, 14 luglio 1969) è un attore statunitense.

## Biografia
Consegua la laurea in letteratura medievale all'Università di Chicago nel 1991 e partecipa assiduamente a rievocazioni storiche inerenti ai suoi studi. Nel corso degli anni successivi partecipa oltre che a serie televisive e film molti dei quali indipendenti. È molto presente in vari festival in città come Edimburgo, Avignone, Adelaide, Melbourne e New York, dove si cimenta anche in spettacoli teatrali. Il suo ruolo più noto in televisione è quello di Tiny, il corpulento nipote di Sully, interpretato da James Woods nella serie televisiva della Showtime Ray Donovan, ruolo che copre nelle prime due stagioni.

## Filmografia

### Cinema
- Atti di violenza (Random Acts of Violence), regia di (1999)
- Harsh Times - I giorni dell'odio, regia di David Ayer (2005)
- Una notte con il re (One Night with the King), regia di Michael O. Sajbel (2006)
- The Informant!, regia di Steven Soderbergh (2009)
- Ted 2, regia di Seth MacFarlane (2015)
- Eliza Sherman's Revenge, regia di Gregory Fitzsimmons (2017)

- The Conversation, regia di Adam Ethan Crow (2018)

### Televisione
- E.R. - Medici in prima linea (ER) - serie TV, episodio 10x08 (2003)
- Senza traccia - serie TV, episodio 2x18 (2004)
- Las Vegas - serie TV, episodio 1x20 (2004)
- Alias - serie TV, episodio 4x06 (2005)
- Zack e Cody al Grand Hotel - serie TV, episodio 2x16 (2006)
- Just Legal - serie TV, episodio 1x07 (2006)
- The Shield - serie TV, episodio 6x07 (2007)
- Law & Order: LA - serie TV, episodio 1x19 (2011)
- I'm in the Band - serie TV, episodio 2x22 (2011)
- Ray Donovan - serie TV, 4 episodi (2013-2014)
- Bones - serie TV, episodio 9x14 (2014)
- Maron - serie TV, episodio 3x06 (2015)
- 2 Broke Girls - serie TV, episodio 5x17 (2016)
- Lethal Weapon - serie TV, episodio 2x05 (2017)

## Doppiatori italiani
- Roberto Stocchi in Zack e Cody al Grand Hotel
- Stefano Thermes in Ray Donovan